# Рейнгардт, Мария Владимировна
Мария Владимировна Рейнгардт (род. 25 августа 1972) — трёхкратная чемпионка России, двукратный призёр чемпионата мира, мастер спорта по боксу среди женщин, российский боксёр.

## Карьера
Мария Владимировна Рейнгардт - Мастер спорта России, трехкратная Чемпионка России 2001, 2003 и 2005 года. двукратный призер чемпионата мира по боксу среди женщин 2001 г. США, г. Скрентон; 2005 г. Россия, г. Подольск. За три года тренерской деятельности воспитала двукратную победительницу России и победительницу Европы, КМС Марию Деренко. В настоящее время Мария Владимировна Рейнгардт- старший преподаватель кафедры физической культуры и спорта в Ленинградском государственном университете им.А.С.Пушкина
Родилась в Цимлянске, где и начала занятия боксом в достаточно зрелом возрасте — в 25 лет. Её тренером был Николай Романович Романюк и Андрей Грибенюк. Уже через три года выигрывает Кубок России в весовой категории до 86 кг, а в 2001 году выигрывает чемпионат России и включается в сборную России. С первого чемпионата мира 2001 года привозит бронзу.
В 2002 году снова становится чемпионкой страны. В 2003 и 2004 году — бронзовый призёр чемпионата России.
В 2005 году снова выигрывает чемпионат страны, едет на мировое первенство в Подольск и привозит бронзу.
В 2006 году закончила карьеру. Перейдя на тренерскую работу, воспитала победителя первенства Европы среди юниорок Марию Деренко.
В 2010 году переехала в Санкт-Петербург. На данный момент старший преподаватель кафедры физической культуры и спорта в ЛГУ им.А.С.Пушкина. Автор и организатор спортивно-мотивационного фестиваля "Триумф Духа" для лиц с ограниченными возможностями по здоровью.
Окончила Кубанский государственный университет физической культуры, спорта и туризма.
Дочь — Евангелина (2007 года рождения).